# Adad-apla-iddina
Adad-apla-iddina, Adad-aplu-iddina (akad. Adad-aplu-iddina, tłum. „Adad dał mi następcę”) – ósmy król Babilonii z II dynastii z Isin, następca Marduk-szapik-zeri; panował w latach 1069-1048 p.n.e. lub 1068-1047 p.n.e.
Wydaje się, iż nie wywodził się z rodziny królewskiej. Według Kroniki nowobabilońskiej był uzurpatorem, natomiast według Kroniki synschronistycznej wyznaczył go na władcę Babilonii król asyryjski Aszur-bel-kala, który pojął jego córkę za żonę. Kroniki babilońskie wspominają o rewoltach Aramejczyków i Sutejów za czasów jego panowania. Znane są jego inskrypcje budowlane dotyczące odbudowy murów miejskich Babilonu i Kisz oraz licznych świątyń w całym kraju.